# 库德鲁瓦
库德鲁瓦（法語：Coudroy，法語發音：[kudʁwa]）是法国卢瓦雷省的一个市镇，位于该省中部偏东，属于蒙塔日区。

## 地理
库德鲁瓦（47°54'27"N, 2°28'6"E）面积14.73 平方千米，位于法国中央-卢瓦尔河谷大区卢瓦雷省，该省份为法国中北部省份，北起埃松省，西北接厄尔-卢瓦省，西南接卢瓦-谢尔省，南至涅夫勒省和谢尔省，东临约讷省，东北接塞纳-马恩省。
与库德鲁瓦接壤的市镇（或旧市镇、城区）包括：加蒂奈地区沙伊、沙特努瓦、洛里斯、努瓦耶、茹德里河畔维埃耶迈松。

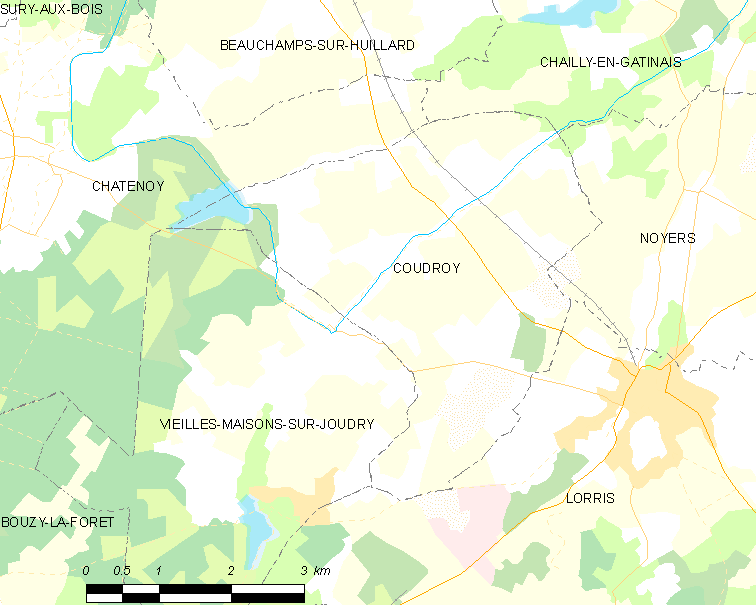
库德鲁瓦的OSM定位图

库德鲁瓦的时区为UTC+01:00、UTC+02:00（夏令时）。

## 行政
库德鲁瓦的邮政编码为45260，INSEE市镇编码为45107。

## 政治
库德鲁瓦所属的省级选区为洛里斯县。

## 人口

1962-2008年间库德鲁瓦人口变化图示

库德鲁瓦于2022年1月1日时的人口数量为299人。